# هيلشنباخ
هيلشنباخ (بالألمانية: Hilchenbach) هي بلدة ألمانية تقع في ألمانيا في Siegen-Wittgenstein.  يقدر عدد سكانها بـ 15,787 نسمة .

## أعلام
- يوهان هينريتش جونغ